# Lázaro Carrasco
Lázaro Carrasco (falecido no dia 20 de novembro de 1562) foi um prelado católico romano que serviu como bispo da Nicarágua (1556–1562).

## Biografia
Em 1556, Lázaro Carrasco foi nomeado durante o papado do Papa Paulo IV como Bispo da Nicarágua e chegou à Nicarágua em 1557. Ele nunca foi consagrado bispo e faleceu a 20 de novembro de 1562 como Bispo eleito da Nicarágua.